# Elezioni presidenziali negli Stati Uniti d'America del 1924
Le elezioni presidenziali negli Stati Uniti d'America del 1924 si svolsero il 4 novembre. La sfida oppose il vicepresidente repubblicano uscente John Calvin Coolidge Jr. e il candidato democratico John William Davis. Coolidge fu eletto presidente.

## Risultati
| Candidati                 | Candidati                   | Partiti                | Voti       | %     | Delegati |
| Presidente                | Vicepresidente              | Partiti                | Voti       | %     | Delegati |
| ------------------------- | --------------------------- | ---------------------- | ---------- | ----- | -------- |
| Calvin Coolidge (MA)      | Charles Gates Dawes (IL)    | Partito Repubblicano   | 15 723 789 | 54,04 | 382      |
| John William Davis (WV)   | Charles Wayland Bryan (NE)  | Partito Democratico    | 8 386 242  | 28,82 | 136      |
| Robert M La Follette (WI) | Burton Kendall Wheeler (MT) | Partito Progressista   | 4 831 706  | 16,61 | 13       |
| Herman P Faris (MO)       | Marie Brehm                 | Partito Proibizionista | 55 951     | 0,19  | –        |
| William Z. Foster         | Benjamin Gitlow (NY)        | Comunista              | 38 669     | 0,13  | –        |
| Altri candidati           | -                           | -                      | 60 750     | 0,21  | –        |
| Totale                    | Totale                      | Totale                 | 29 097 107 | 100   | 531      |